# Zvěřenice
Zvěřenice (německy Swiretitz) jsou malá vesnice, část obce Záblatí v okrese Prachatice v Jihočeském kraji. Nachází se asi 1,5 kilometru západně od Záblatí. Zvěřenice jsou také název katastrálního území o rozloze 1,42 km².

## Historie
První písemná zmínka o Zvěřenicích pochází z roku 1359, kdy vesnice patřila k panství hradu Hus.

## Obyvatelstvo
| Rok            | 1869 | 1880 | 1890 | 1900 | 1910 | 1921 | 1930 | 1950 | 1961 | 1970 | 1980 | 1991 | 2001 | 2011 | 2021 |
| -------------- | ---- | ---- | ---- | ---- | ---- | ---- | ---- | ---- | ---- | ---- | ---- | ---- | ---- | ---- | ---- |
| Počet obyvatel | 102  | 100  | 103  | 86   | 84   | 79   | 84   | 18   | 22   | 18   | 14   | 12   | 12   | 20   | 13   |
| Počet domů     | 11   | 13   | 15   | 14   | 14   | 14   | 14   | 14   | 14   | 4    | 5    | 4    | 8    | 7    | 7    |

## Obecní správa
Při sčítání lidu v letech 1850–1962 Zvěřenice byly osadou obce Řepešín v okrese Prachatice. Od roku 1963 jsou částí obce Záblatí v okrese Prachatice.

## Pamětihodnosti
- Kaple na návsi
- Usedlost čp. 6 (kulturní památka)
- Do oblasti podél jihozápadní hranice katastrálního území zasahuje část přírodní rezervace Kaňon Blanice.

## Galerie

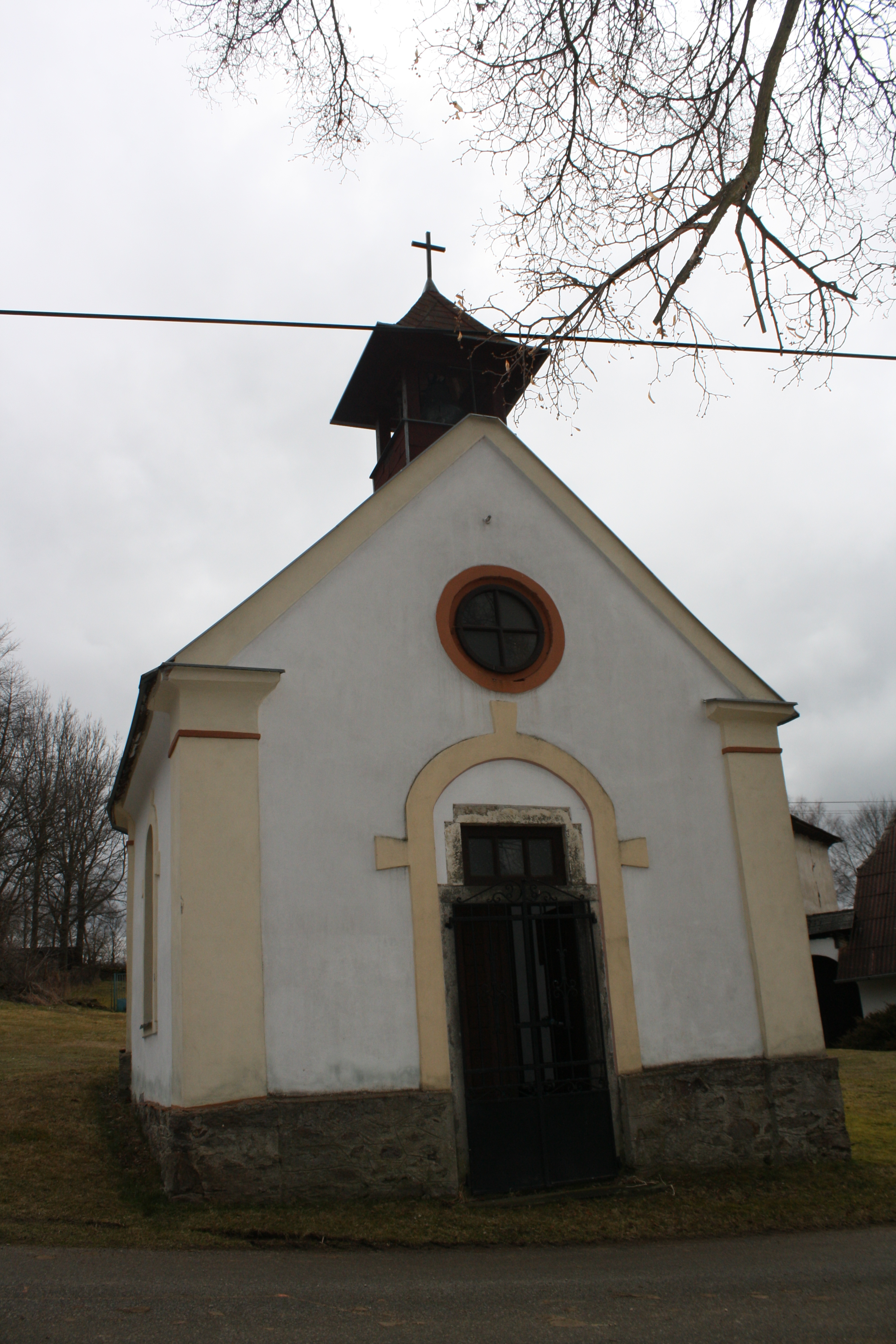
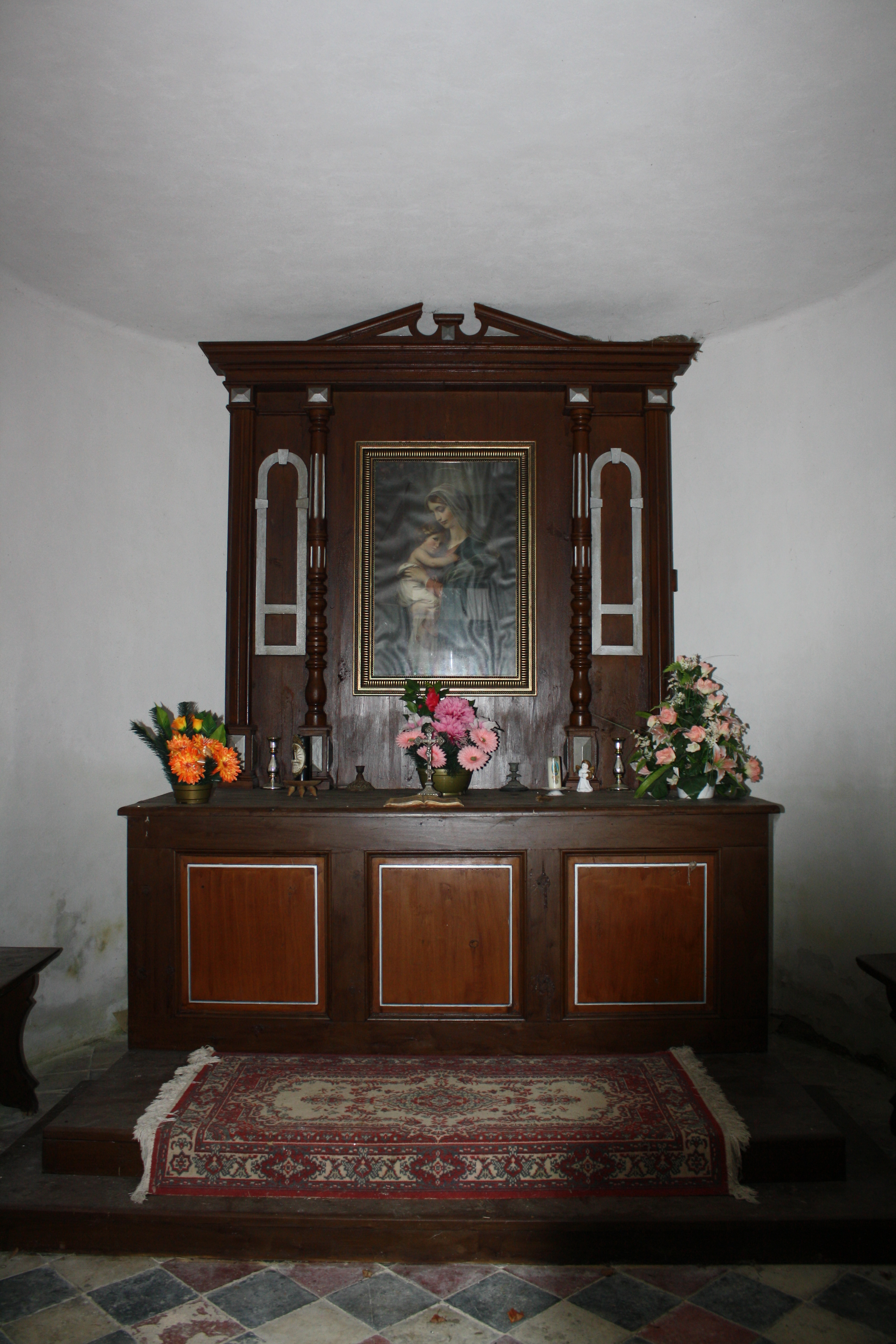